# Diplopteraster otagoensis
Diplopteraster otagoensis is een zeester uit de familie Pterasteridae.
De wetenschappelijke naam van de soort werd in 2006 gepubliceerd door Donald George McKnight.